# Emergentisme
L'emergentisme és una teoria que afirma que hi ha propietats emergents, que ultrapassen la suma d'altres i pertanyen a una natura diferent; especialment s'aplica a la ment, de la qual es diu que emergeix del cervell, però el transcendeix i té propietats no físiques, diferents de les materials de l'òrgan que la precedeix. El resultat és sempre més que la suma de les propietats de les parts i no se'l pot deduir en conèixer totalment totes les propietats dels components. Aplicat a la ment, l'emergentisme s'oposa al materialisme estricte (pel fet que sosté que la ment no és quelcom simplement físic) i al dualisme (puix hi ha una relació estricta entre la ment i el cos). Les propietats emergents no es poden predir a partir de les característiques d'allà on provenen.